# Yasmin Finney
Pour les articles homonymes, voir Finney.
Yasmin Finney, née le 30 août 2003, est une actrice britannique et personnalité d'internet.

## Biographie
Yasmin est la fille de Tracey Finney, qui l'élève seule à Manchester. Adolescente, elle participe à plusieurs spectacles de théâtre.
Elle se fait d'abord connaître grâce à ses vidéos sur TikTok sur ses expériences en tant qu'adolescente trans britannique noire. L'une de ses vidéos a été vue plus de 12 millions de fois.
En avril 2021, elle est choisie pour incarner Kelsa dans le film de Billy Porter What If ?. Elle doit cependant se retirer, en raison des restrictions de voyage liées à la pandémie de Covid-19, qui affectent sa capacité à obtenir un visa de travail aux États-Unis.
Elle est nommée dans la deuxième liste annuelle 20 Under 20 de GLAAD, célébrant 20 jeunes personnes LGBTQ+ qui façonnent l'avenir des médias et de l'activisme. En 2022, elle incarne Elle Argent, jeune adolescente transgenre, dans la série Netflix Heartstopper, adaptée du webcomic britannique éponyme d'Alice Oseman.
En 2022, elle est annoncée au casting des épisodes spéciaux des 60 ans de la série télévisée Doctor Who,.

## Filmographie

### Télévision
- 2022-2024 : Heartstopper : Elle Argent (24 épisodes)
- 2023 : Doctor Who : Rose Noble (4 épisodes)

## Distinctions

### Récompenses
- 2022 : Soho House Awards de la meilleure révélation féminine pour Heartstopper[9]
- 2022 : Gay Times Honours dans la catégorie "Pionnière à l'écran" (On Screen Trailblazer)[10]
- 2023 : Rose d'Or du meilleur talent émergent dans une série télévisée dramatique pour Heartstopper[11]

### Nominations
- 2022 : Children's & Family Emmy Awards de la meilleure actrice dans un second rôle dans une série télévisée dramatique pour Heartstopper [12]
- 2022 : BreakTudo Awards du meilleur crush international[13].
- 2023 : The Queerties de la meilleure dure à cuire ("Badass")[14].
- 2023 : TV Choice Awards de la meilleure actrice dans une série télévisée dramatique pour Heartstopper[15]